# Kim Nham
Kim Nham là một trong số các vở chèo cổ kinh điển của nghệ thuật sân khấu chèo Việt Nam. Vở chèo Kim Nham có trích đoạn "Xúy Vân giả dại" được đánh giá là một trong những trích đoạn hay nhất của chèo cổ Việt Nam. Đây là 1 trong 7 vở chèo có nhiều làn điệu chèo gốc, mẫu mực của nghệ thuật chèo Việt Nam.

## Nội dung vở chèo
Kim Nham là một học trò nghèo xứ Sơn Nam, ngụ học ở kinh đô, được viên huyện Tể đem con gái là Xúy Vân gả cho. Trước khi Xúy Vân lấy chồng, anh nàng là Cu Sứt ra dạy dỗ nàng, tạo ra một lớp hề kinh điển trong chèo. Sau khi cưới vợ, Kim Nham lại lên kinh đô theo đuổi công danh, còn Xúy Vân lẻ bóng ở nhà và rất buồn trong cảnh chờ đợi.
Kim Nham vắng nhà thì Trần Phương, một gã nhà giàu đàng điếm ở Đông Ngàn, Bắc Ninh thông qua Mụ Quán tìm cách tán tỉnh Xúy Vân, xui nàng giả điên dại để thoát khỏi Kim Nham. Xúy Vân nghe theo bèn giả điên. Kim Nham nhận được thư Xúy Quỳnh là em gái Xúy Vân liền trở về, mời cô đồng, thầy cúng đến chạy chữa cho vợ nhưng không kết quả. Hai vợ chồng lập đàn thề nguyền giải thoát cho nhau. Một số kịch bản đến đây là hết.
Ở Hà Nội thời Pháp tạm chiếm, xuất hiện đoạn được thêm vào cuối vở chèo này như sau: Kim Nham do quyết chí học hành, đã đỗ cao, được bổ làm quan. Trong khi đó Xúy Vân điên dại, phải đi ăn xin. Nhận ra vợ cũ, Kim Nham bỏ một nén bạc vào nắm cơm, sai người đem cho Xúy Vân. Xúy Vân bẻ nắm cơm, thấy có bạc, hỏi ra mới biết. Xấu hổ, nàng nhảy xuống sông tự vẫn.

## Cải biên
Vở chèo cải biên Xúy Vân (Súy Vân) do GS NSND Trần Bảng là đạo diễn, người chủ biên, lần đầu tiên công diễn trong hội diễn sân khấu chuyên nghiệp mùa xuân năm 1962 bởi Nhà hát Chèo Việt Nam.
Nội dung vở chèo Súy Vân cải biên, Súy Vân đã trở thành nhân vật trung tâm, biến nội dung thành: Kim Nham đỗ đạt, muốn lấy thêm vợ lẽ dẫn đến chàng và Xúy Vân bất hòa, mẹ Kim Nham khinh miệt Xúy Vân, Xúy Vân qua mụ Quán bị Trần Phương mồi chài bỏ Kim Nham. Khi ra bến sông đợi Trần Phương đón và mơ mộng về cuộc sống mới, hề theo Trần Phương đi đưa thư cho nàng, thư viết hắn đã bỏ nàng, Xúy Vân đau đớn tự vẫn.
Đội ngũ cải biên ủng hộ sự nổi dậy của Súy Vân, làm cho ý đồ bênh vực Súy Vân hoàn toàn thắng thế. Với vở chèo này, nhà hát đã được đón nhận nhiều Huy chương Vàng tại hội diễn: cho vở diễn, cho các thành phần tham dự sáng tạo (đạo diễn, âm nhạc, trang trí phục trang), 7 HCV cho diễn viên.
Tuy nhiên, vào liên hoan Chèo toàn quốc năm 2001, vở diễn cải biên lại trái với quy định bởi năm ấy chỉ được diễn chèo cổ, tức là vở Kim Nham của Nhà hát Chèo Ninh Bình dự liên hoan đoạt huy chương vàng, còn Xúy Vân là vở cải biên.

## Dấu ấn các nghệ sĩ
- NSND Diễm Lộc diễn viên Nhà hát Chèo Việt Nam gây ấn tượng mạnh khi đóng Xúy Vân trong Xúy Vân giả dại, giành huy chương vàng tại Hội diễn sân khấu năm 1962.[3]
- NSND Thúy Ngần (Nhà hát Chèo Việt Nam) rất thành công với vai diễn Xúy Vân.[4] Giành huy chương vàng Hội diễn sân khấu toàn quốc các năm 1990, 1995, 2001.[5]
- NSND Mai Thủy cũng tâm đắc nhất trong cuộc đời hoạt động nghệ thuật với vai diễn Xúy Vân trong vở chèo "Kim Nham". Với vai diễn này, Mai Thủy đã đạt Huy chương Vàng, đồng thời với Giải Diễn viên Xuất sắc vai Nữ pha và Bằng khen của Hội Nghệ sĩ Sân khấu Việt Nam tại Liên hoan Nghệ thuật Chèo chuyên nghiệp Toàn quốc tổ chức tại Thành phố Hạ Long, tỉnh Quảng Ninh năm 2001. Hội diễn sân khấu chèo năm đó Đoàn chèo Ninh Bình đạt giải vở diễn xuất sắc nhất.
- NSND Chu Văn Thức (nguyên giám đốc Nhà hát Chèo Việt Nam 1987 - 1989) từng rất nổi tiếng với vai diễn Kim Nham.[6]
- NSND Mạnh Phóng (Nhà hát Chèo Việt Nam) được gọi với biệt danh "Phù thủy làng chèo" do ông từng đóng đinh vai hề thầy phù thủy trong vở chèo Kim Nham, một trong năm vai mẫu quan trọng, bên cạnh đào, kép, lão, mụ. Vai này đưa Mạnh Phóng trở thành gương mặt sáng giá của Nhà hát chèo Việt Nam. Mỗi buổi diễn, ông luôn nhận được tràng pháo tay tán thưởng từ khán giả. Có lần, sau suất ở Đồ Sơn (Hải Phòng), người xem chật kín đứng đợi nghệ sĩ để chụp ảnh lưu niệm.[7]
- Vở chèo Súy Vân của Nhà hát Chèo Việt Nam giành Huy chương Vàng tại hội diễn sân khấu chèo năm 1962.[8]